# 常磐三沢町
常磐三沢町（じょうばん みさわまち）は、福島県いわき市にある大字である。郵便番号は971-8136。

## 地理
いわき市中央部の常磐地区に属する。北で常磐松久須根町、北東で鹿島町下矢田、東で鹿島町米田、南で小名浜金成、南西で常磐下船尾町、西で常磐水野谷町とそれぞれ隣接する。概ね町村制施行以前の磐前郡三沢村の流れを汲む地域である。二級水系藤原川水系矢田川支流三沢川流域を主な範囲とし、常磐松久須根町と共に湯本川とその支流流域の常磐地区の他地域とは尾根筋を隔てている。川沿いの低地に水田と集落が広がり北側の山裾に沿い住宅が建ち並ぶ。常磐関船町内に所在するいわき中央警察署常磐分庁舎及び常磐消防署がそれぞれ管轄にあたる。

### 主な字
字
複数の字を持つが、地名の表記に「字」の文字は使用されない。
- 傾城作
- 竹ノ花
- 日吉下
- 館下
- 薬師下

### 河川
- 三沢川（二級水系藤原川水系）

## 歴史
- 1879年1月27日 - 平藩領三沢村が福島県内における郡区町村制の施行により磐前郡の村となる[4]。
- 1889年4月1日 - 町村制の施行により三沢村が上矢田村、松久須根村、米田村、飯田村、走熊村、下矢田村、下蔵持村、上蔵持村、久保村、船戸村、御代村と合併し、磐前郡鹿島村が成立する。旧三沢村域は鹿島村の大字となる[4]。
- 1896年4月1日 - 磐前郡と周辺郡との合併により石城郡が発足し、石城郡鹿島村となる[4]。
- 1953年10月10日 - 石城郡小名浜町に編入され、小名浜町の大字となる[4]。
- 1954年3月29日 - 大字上矢田、松久須根と共に湯本町に編入され、湯本町の大字となる。
- 1954年3月31日 - 磐崎村と合併し常磐市が成立、常磐市の大字となる[4]。
- 1966年10月1日 - 常磐市が平市・勿来市・内郷市・磐城市、石城郡小川町・遠野町・四倉町・川前村・田人村・好間村・三和村、双葉郡久之浜町・大久村と合併しいわき市となり、いわき市常磐地区の大字となる[4]。

## 世帯数と人口
2023年10月31日現在の世帯数と人口は以下の通りである。
| 大字       | 世帯数 | 人口 |
| ---------- | ------ | ---- |
| 常磐三沢町 | 25世帯 | 66人 |

## 小・中学校の学区
市立小・中学校に通う場合、学区は以下の通りとなる。
| 番地 | 小学校               | 中学校                   |
| ---- | -------------------- | ------------------------ |
| 全域 | いわき市立鹿島小学校 | いわき市立中央台南中学校 |

## 交通

### 道路
- 福島県道48号江名常磐線

## 施設
- 東北電力 北小名浜変電所
- 常磐鹿島工業団地
  - インターナショナル・ケミカル・エンティティ・ジャパン
- 日本道路 いわき中央アスコン 三沢工場
- 日吉神社